# ヤブ・マラング
ヤブ・マラング（Jabu Jeremiah Mahlangu、1980年7月11日 - ）は、南アフリカの元サッカー選手。元南アフリカ代表。ポジションはフォワード。

## 来歴
2000年に南アフリカ代表デビュー。2002 FIFAワールドカップにも出場した。2004年までに20試合に出場、2得点をあげた。

## 代表歴

### 出場大会
- 南アフリカ代表
  - 2002 FIFAワールドカップ

### 試合数
- 国際Aマッチ 20試合 2得点（2000年-2004年）[1]

| 南アフリカ代表 | 国際Aマッチ | 国際Aマッチ |
| 年             | 出場        | 得点        |
| -------------- | ----------- | ----------- |
| 2000           | 5           | 1           |
| 2001           | 0           | 0           |
| 2002           | 7           | 1           |
| 2003           | 3           | 0           |
| 2004           | 5           | 0           |
| 通算           | 20          | 2           |